# Биотелеметрические системы
Биотелеметри́ческая систе́ма — комплекс средств для дистанционного измерения различных показателей исследуемого организма.

## Классификация биотелеметрических систем

### По взаимоотношению объекта исследования, передатчика и приемника
- взаиморасположение объекта исследования и передатчика:
  - передатчик находится на небольшом расстоянии от объекта;
  - передатчик находится внутри объекта;
- взаимоотношение передатчика и приемника: О — передатчик и приемник взаимно неподвижны; 1 — передатчик или приемник перемещаются

Примечание. Временные наименования некоторых наиболее распространенных систем: "стационарная" - АО; "бортовая" (транспортируемая) - А1; "ретрансляционная" - ВО; "динамическая" - БJ; "эндорадиозонды" - Б1 (капсулы и пилюли).

### По области применения
Исследуемые системы организма (радиопульсофон, радиоэлектроэнцефалограф); отрасли биологии и медицины (спортивная биотелеметрия, космическая биотелеметрия).

### По техническим критериям
Способ передачи информации (радио, проводная связь, свет); способ питания передатчика (автономное, индуктивное); способ управления передатчиком (ручное, автоматическое); способ модуляции; число каналов и т. п.